# Saint-Étienne-du-Gué-de-l'Isle
Saint-Étienne-du-Gué-de-l'Isle (en bretó Sant-Stefan-ar-Roudouz) és un municipi francès, situat a la regió de Bretanya, al departament de Costes del Nord. L'any 2006 tenia 397 habitants.

## Demografia
| 1962                                       | 1968 | 1975 | 1982 | 1990 | 1999 |
| ------------------------------------------ | ---- | ---- | ---- | ---- | ---- |
| 516                                        | 507  | 459  | 452  | 417  | 378  |
| Des de 1962: població sense dobles comptes |      |      |      |      |      |

## Administració
| Període | Identitat         | Partit |
| ------- | ----------------- | ------ |
| 2001-   | Jean-Yves Mainguy |        |